# Толокунська сільська рада
Толокунська сільська рада — колишній орган місцевого самоврядування у Вишгородському районі Київської області. Адміністративний центр — село Толокунь.

## Загальні відомості
Толокунська сільська рада утворена в 1919 році. Водоймища на території, підпорядкованій даній раді: Київське водосховище.

## Населені пункти
Сільській раді підпорядковані населені пункти:
- с. Толокунь
- с. Петрівське

## Склад ради
Рада складається з 12 депутатів та голови.

### Керівний склад попередніх скликань
| ПІБ                         | Основні відомості                                                                       | Дата обрання | Дата звільнення |
| --------------------------- | --------------------------------------------------------------------------------------- | ------------ | --------------- |
| Смага Геннадій Олексійович  | Сільський голова, 1950 року народження, безпартійний                                    | 26.03.2006   | 16.02.2009      |
| Кальченко Наталія Василівна | Сільський голова, 1978 року народження, освіта середня спеціальна, позапартійна         | 02.08.2009   | 31.10.2010      |
| Кальченко Наталія Василівна | Сільський голова, 1978 року народження, освіта середня спеціальна, член Партії регіонів | 31.10.2010   |                 |

Примітка: таблиця складена за даними джерела